# Alex Santiago
Alex José de Aquino Santiago (Redenção, 20 de dezembro de 1986), é um administrador e político brasileiro filiado ao Partido Progressista (PP). Foi vereador e deputado estadual do Pará.
É casado com a atual prefeita do município de Floresta do Araguaia, Majorri Santiago.   

## Trajetória política
Filiou-se ao PTB em 2007 e em 2009 e aos 21 anos foi eleito como vereador.   
Em 2012, aos 24 anos se reelegeu como vereador e obteve 3.404 votos. Em 2014 concorreu a deputado estadual do Pará e obteve 24.787 votos. Nas eleições de 2018, Alex Santiago concorreu novamente a vaga de Deputado Estadual e desta vez se elegeu somando 39.193 votos (0,98% válidos) em toda região Sul e Sudeste do Pará.